# Никола Димитров (политик, р.1990)
Вижте пояснителната страница за други личности с името Никола Димитров.
Никола Ангелов Димитров е български политик от партия Възраждане, народен представител в XLVII народно събрание.

## Биография
Никола Димитров е роден на 17 ноември 1990 г. в град Елхово, България. Средното си образование завършва в ПТГ „Иван Райнов“ в град Ямбол. През 2013 г. завършва Техническия университет във Варна, като инженер по комуникационна техника и технология. От 2015 г. той се специализира в своята професионална сфера. От 2018 г. е собственик на фирма, която се занимава с комуникации.
През 2014 г. става един сред учредителите на партия Възраждане, и става член на Организационния съвет на партията.
На парламентарните избори в България през ноември 2021 г., като кандидат за народен представител е водач на листата на партия Възраждане за 31 МИР Ямбол. Избран е за народен представител от същият многомандателен избирателен район.